# Epigyne

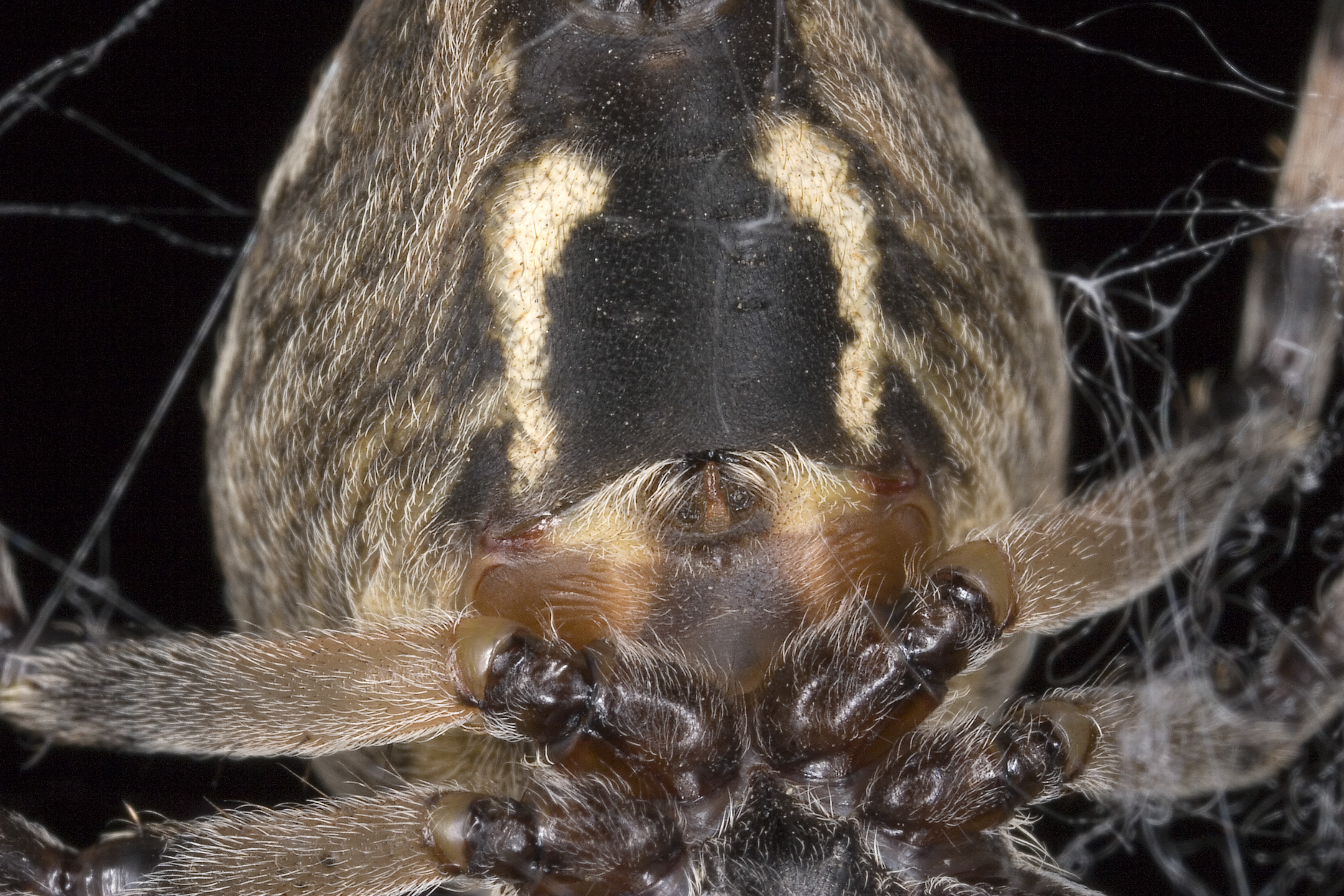
Epigyne von Larinioides spec.

Eine Epigyne (altgriechisch ἐπί epi „an, auf“ und γυνή gynē „Frau“) ist das äußere weibliche Geschlechtsorgan (Kopulationsorgan) bei entelegynen Echten Webspinnen. Sie besteht aus den sklerotisierten Teilen, einer Abdeckung und Einführöffnung für die Vulva und sitzt an der Bauchseite (ventral) des Hinterleibes (Opisthosoma). In dieses Schloss passt wie ein Schlüssel nur das männliche sekundäre Geschlechtsorgan, der Embolus am Pedipalpus derselben Art. Dies könnte einer Verhinderung der Hybridisierung dienen; jedoch spielen dabei auch Hemmmechanismen auf Verhaltensniveau eine Rolle. 
Vogelspinnenartige (Mygalomorphae) und haplogyne Echte Webspinnen weisen dagegen relativ einfach gebaute weibliche Geschlechtsorgane auf, die keine Epigyne besitzen. Während bei den letztgenannten beiden Gruppen der Endabschnitt des Uterus direkt vor den Buchlungen nach außen mündet, ist die Epigyne selbst ein davor angeordnetes Kopulationsorgan aus mehreren Teilen. Sie besteht meistens aus einem aufgewölbten Bereich, von dem Einstülpungen nach innen abgehen.
Die paarigen Einführöffnungen für die Emboli stellen die äußeren Geschlechtsöffnungen dar, die in der Epigastralfurche versenkt liegen. Bei der Begattung verhakt sich die Medianapophyse des männlichen Bulbus mit dem Scapusfortsatz der Epigyne. Der meist spiralförmig aufgerollte Embolus (das ist die Spitze des männlichen Bulbus) wird in die äußere Öffnung eingeführt. Der Embolus entrollt sich und dringt bis zur inneren Geschlechtsöffnung, der Recaptulum seminis (Spermathek) vor. Dort wird das Sperma (vermutlich durch Drüsensekret) aus dem Embolus gepresst und in die Spermathek abgegeben, wo es wochen- oder monatelang eingelagert werden kann. Kurz vor der Eiablage wandern die Spermien durch die Befruchtungsgänge zum Uterus externus und vollziehen dort die Befruchtung.